# Øystein Bråten
Øystein Bråten (født 21. juli 1995 i Ringerike) er norsk freestyle skiløber. Bråten er opvokset i den lille norske by Torpo.
Han repræsenterede Norge ved vinter-OL 2014 i Sotji, hvor han konkurrerede i disciplinen ski-slopestyle, hvor han endte som nr. 10. Efter et succesfuldt 2017, hvor hans største succes var guld ved X Games Aspen 2017, repræsenterede Bråten igen Norge ved vinter-OL 2018 i Pyeongchang i slopestyle, hvor han vandt sin første OL-guldmedalje. I kvalifikationen blev han nummer fire med 93,60 point, men i finalen scorede han i første gennemløb 95,00 point, hvilket var langt mere end konkurrenterne, og det skulle vise sig ikke at blive overgået. Amerikaneren Nick Goepper opnåede 93,60 point og fik sølv, mens canadieren Alex Beaulieu-Marchand med 92,40 point vandt bronze.
Han er lillebror til den norske snowboarder Gjermund Bråten.

## X Games-resultater
Medaljer: Guld: 2 - Sølv: 2 - Bronze: 2
| X Games Norway 2020 | Ski Knuckle Huck | Nr. 6  |
| X Games Norway 2020 | Ski Slopestyle   | Nr. 5  |
| X Games Norway 2019 | Ski Big Air      | Nr. 9  |
| X Games Aspen 2019  | Ski Slopestyle   | Nr. 6  |
| X Games Aspen 2019  | Ski Big Air      | Nr. 7  |
| X Games Norway 2018 | Ski Big Air      | Nr. 3  |
| X Games Aspen 2018  | Ski Big Air      | Nr. 2  |
| X Games Aspen 2018  | Ski Slopestyle   | Nr. 2  |
| X Games Norway 2017 | Ski Big Air      | Nr. 8  |
| X Games Norway 2017 | Ski Slopestyle   | Nr. 1  |
| X Games Aspen 2017  | Ski Slopestyle   | Nr. 1  |
| X Games Oslo 2016   | Ski Big Air      | Nr. 5  |
| X Games Aspen 2016  | Ski Slopestyle   | Nr. 3  |
| X Games Aspen 2015  | Ski Slopestyle   | Nr. 13 |